# Państwowy Uniwersytet w Sumgaicie
Państwowy Uniwersytet w Sumgaicie – azerbejdżańska publiczna uczelnia wyższa. 
Poprzednikiem uniwersytetu był ośrodek szkoleniowy dla studentów wieczorowych i zaocznych Azerbejdżańskiego Instytutu Nafty i Chemii, założony 30 marca 1960 roku. W roku akademickim 1962/1963 zaczął on funkcjonować jako filia instytutu, na której studia podjęło 225 studentów wieczorowych i 125 korespondencyjnych. Głównym celem ośrodka miało być zapewnienie wykwalifikowanej kadry dla fabryki kauczuku w Sumgaicie toteż nauczanie koncentrowało się na chemii i syntezie organicznej, czy budowie maszyn.
Od 1965 roku ośrodek działał jako szkoła przyzakładowa. W 1992 roku, po uzyskaniu niepodległości przez Azerbejdżan, został przemianowany na Azerbejdżański Instytut Przemysłowy. 13 czerwca 2000 uzyskał rangę uniwersytetu państwowego.
W skład uczelni wchodzą następujące jednostki administracyjne:
- Wydział Chemii i Biologii
- Wydział Ekonomii i Zarządzania
- Wydział Inżynierii
- Wydział Historii i Geografii
- Wydział Matematyki
- Wydział Filologiczny
- Wydział Fizyki i Elektroniki